# Electra (Westerkwartier)
Pour les articles homonymes, voir Electra.
Electra est un lieu-dit de la commune néerlandaise de Westerkwartier, situé dans la province de Groningue. 

## Géographie
Le lieu-dit est situé à l'extrémité nord de la commune, sur le Reitdiep, entre Oldehove et Zoutkamp.

## Histoire
Electra est né de la construction en 1918 et 1920 de la station de pompage De Waterwolf, destinée à drainer le nord de la province de Groningue régulièrement inondé.
Electra fait partie de la commune de Zuidhorn avant le 1er janvier 2019, date à laquelle celle-ci est rattachée à Westerkwartier.